# Andreas Petridīs
Andreas Petridīs (in greco: Ανδρέας Πετρίδης; 6 dicembre 1966) è un ex calciatore cipriota, di ruolo portiere.

## Carriera

### Club
Ha giocato nella massima serie cipriota con l'APOEL, L'Omonia e l'Olympiakos Nicosia.

### Nazionale
Tra il 1992 e il 2001 ha vestito la maglia della Nazionale cipriota 19 volte.